# Andreas Wenzel
Andreas Wenzel, född 18 mars 1958, liechtensteinsk tidigare alpin skidåkare som tillhörde världseliten i alpin skidsport under 1970- och 80-talen. Samtidigt var hans syster Hanni Wenzel framgångsrik inom alpin skidsport på damsidan.
Han tog OS-silver i storslalom 1980 och OS-brons i storslalom 1984. OS-silvret 1980 gäller även som VM-silver.
Han har 14 vinster i världscupen, och vann totala världscupen 1980. Damernas världscup samma år vanns av systern Hanni. Han har blivit utsedd till årets manliga idrottare i Liechtenstein fem gånger (1978, 1980, 1983, 1984 och 1985).